# 桜杏子
桜 杏子（さくら きょうこ）は日本の女性声優。主にアダルトゲームに声をあてている。

## 出演作品
太字は主役・メインキャラクター

### ゲーム

#### 2002年
- 学園カウンセラー（苅谷典絵）
- しーしーしんどろーむ（荻いづみ）
- 人妻姫倶楽部（高杉千里）
- ふくらみかけ（泉逢香）
- 私に今夜会いに来て2 ～お嫁さんは姫巫女～（鳥嶋奈々緒）

#### 2003年
- おしかけ☆はーれむ（アナベル・アルハイム）
- 女の子のヒミツ（黒木胡桃）
- Cafe Little Wish（ミーナ）
- ジュエルナイツ・クルセイダーズ（修羅麻子）
- せふれ☆しんどろーむ（荻いづみ）
- ふくらみかけ りた～んず（泉逢香）
- Blaze of Destiny（リノア、リーム）
- みんなに今夜☆会いに来て 裏木戸のカギは一つ（風宮椎菜）
- 萌えッ娘ナース（立花茅白）

#### 2004年
- おしかけ☆はーれむ ハードパーティー（アナベル・アルハイム）
- どっちが好き?（大島咲耶）
- まじかる☆ている ～ちっちゃな魔法使い～（ミーナ）